# Верхньосагарівська сільська рада
Верхньосага́рівська сільська́ ра́да — колишній орган місцевого самоврядування в Буринському районі Сумської області. Адміністративний центр — село Верхня Сагарівка.

## Загальні відомості
- Населення ради: 375 осіб (станом на 2001 рік)

## Населені пункти
Сільській раді були підпорядковані населені пункти:
- с. Верхня Сагарівка

## Склад ради
Рада складалася з 12 депутатів та голови.
- Голова ради: Лишенко Юрій Іванович
- Секретар ради: Швець Тетяна Михайлівна

### Керівний склад попередніх скликань
| Прізвище, ім'я, по батькові | Основні відомості                                                         | Дата обрання | Дата звільнення |
| --------------------------- | ------------------------------------------------------------------------- | ------------ | --------------- |
| Дердун Анатолій Іванович    | Сільський голова, 1947 року народження, безпартійний                      | 26.03.2006   | 31.10.2010      |
| Лишенко Юрій Іванович       | Сільський голова, 1969 року народження, освіта вища, член Партії регіонів | 31.10.2010   |                 |

Примітка: таблиця складена за даними сайту Верховної Ради України